# Emomali Sobirzoda
Emomali Abdur Rahim Sobirzoda (Vahdat, 20 luglio 1972) è un generale tagiko attuale Capo di stato maggiore generale delle Forze armate del Tagikistan servendo inoltre come Vice-ministro della difesa dal novembre 2015 quando ha rimpiazzato il maggior generale Zarif Bobokalonov.
recentemente ha supervisionato lo sviluppo della relazioni militari del Tagikistan con la Russia, gli Stati Uniti e l'Uzbekistan

## Biografia
Sobirzoda è nato il 20 luglio 1972 nella città di Vahdat da una famiglia di operai. Ha iniziato la sua carriera militare nel 1992 servendo in unità militari coinvolte durante la Guerra civile in Tagikistan. Si è diplomato dall'istituto militare (allora accademia militare) del ministero della difesa del Tagikistan e all'università statale di Kulob nella metà degli anni' 90 prima di trasferirsi in Russia dove ha soggiornato dal 1999 al 2001. Nel febbraio 2010 è stato nominato comandante delle forze terrestri tagike nella quale posizione ha servito per cinque anni fino al 24 novembre 2015, quando grazie al presidente Emomali Rahmon e all'approvazione del governo è stato nominato Capo di stato maggiore generale delle Forze armate sostituendo il maggior generale Zarif Bobokalonov.